# جک یلن
جک یلن (انگلیسی: Jack Yellen؛ ۶ ژوئیهٔ ۱۸۹۲ – ۱۷ آوریل ۱۹۹۱) یک موسیقی‌دان اهل ایالات متحده آمریکا بود. وی بین سال‌های ۱۹۱۵ تا ۱۹۶۹ میلادی فعالیت می‌کرد.